# Jerrishoe
Jerrishoe (tiếng Đan Mạch: Jerrishøj) là một đô thị thuộc huyện Schleswig-Flensburg, trong bang Schleswig-Holstein, nước Đức. Đô thị Jerrishoe có diện tích 16 km², dân số thời điểm 31 tháng 12 năm 2006 là 998 người.